# Siau füleskuvik
A Siau füleskuvik (Otus siaoensis) a madarak (Aves) osztályának a bagolyalakúak (Strigiformes) rendjéhez, ezen belül a bagolyfélék (Strigidae) családjához tartozó faj.
Feltehetően a legritkább bagolyfaj, mely mindmáig egyetlen 1866-ban begyűjtött egyed alapján ismert.
1998-ig a közeli rokon Madano-füleskuvik (Otus manadensis) alfajának tartották.

## Megjelenése
Nagyon hasonlít a Madano-füleskuvikra, csak annál valamivel kisebb.
Testhossza 17 centiméter, szárnyának hossza 125 milliméter, farokhossza 55 mm, csőre 19,9 mm. 
Feje és lábai viszonylag nagyok.

## Elterjedése, élőhelye
A faj egyetlen egyedét Siau szigetén találták meg, mely egy apró földdarab Celebesz szigetétől északra.

## Természetvédelmi helyzete
A faj típuspéldányát 1866-ban fogták Siau szigetén és ma a leideni természettudományi múzeumban őrzik. Azóta sem bukkantak élő egyedre a fajból.
A faj keresére indított expedíció 1998-ban sikertelenül zárult, de feltárta, hogy a szigeten akkorra már csak egy 50 hektáros erdőfolt maradt, mely alkalmas lenne a faj számára. A faj nagy valószínűséggel mára kihalt.
A szigeten honos bennszülöttek azonban állítják, hogy látták a közelmúltban is a fajt, de ezt megerősíteni egyelőre nem sikerült.
Ezért a Természetvédelmi Világszövetség Vörös Listáján a „kihalóban” levő kategóriába sorolja a madarat.

## Fordítás
- Ez a szócikk részben vagy egészben  a   Siau-Zwergohreule című német Wikipédia-szócikk ezen változatának fordításán alapul.  Az eredeti cikk szerkesztőit annak laptörténete sorolja fel. Ez a jelzés csupán a megfogalmazás eredetét és a szerzői jogokat jelzi, nem szolgál a cikkben szereplő információk forrásmegjelöléseként.

## Külső hivatkozások
- A faj adatlapja a BirdLife Factsheet oldalán